# Yuzhou
Koordinaten: 34° 13′ N, 113° 25′ O
Die kreisfreie Stadt Yuzhou (chinesisch 禹州市, Pinyin Yǔzhōu Shì) gehört zum Verwaltungsgebiet der bezirksfreien Stadt Xuchang im Zentrum der chinesischen Provinz Henan. Das Verwaltungsgebiet der Stadt Yuzhou hat eine Fläche von 1.469 km² und 1.161.500 Einwohner (Stand: Ende 2018). Sie ist der Sitz eines katholischen Bischofs.
Anfang 2022 wurde sie international bekannt, nachdem wegen drei SARS-CoV-2-Infektionen allen 1,17 Millionen Einwohnern ein strenger Lockdown auferlegt wurde.

## Administrative Gliederung
Auf Gemeindeebene setzt sich Yuzhou aus vier Straßenvierteln, neun Großgemeinden, zwölf Gemeinden und einer Nationalitätengemeinde zusammen. Diese sind (Einwohnerzahlen Zensus 2000):
- Straßenviertel Yingchuan (颍川街道), 42.481 Einwohner;
- Straßenviertel Xiadu (夏都街道), 38.607 Einwohner;
- Straßenviertel Hancheng (韩城街道), 23.757 Einwohner;
- Straßenviertel Juntai (钧台街道), 44.042 Einwohner;
- Großgemeinde Huolong (火龙镇), 51.854 Einwohner;
- Großgemeinde Shundian (顺店镇), 74.582 Einwohner;
- Großgemeinde Fangshan (方山镇), 38.860 Einwohner;
- Großgemeinde Shenhou (神垕镇), 39.482 Einwohner;
- Großgemeinde Hongchang (鸿畅镇), 55.082 Einwohner;
- Großgemeinde Liangbei (梁北镇), 46.437 Einwohner;
- Großgemeinde Gucheng (古城镇), 45.409 Einwohner;
- Großgemeinde Wuliang (无梁镇), 37.155 Einwohner;
- Großgemeinde Wenshu (文殊镇), 44.606 Einwohner;
- Gemeinde Zhuge (朱阁乡), 42.702 Einwohner;
- Gemeinde Changzhuang (苌庄乡), 31.232 Einwohner;
- Gemeinde Huashi (花石乡), 55.174 Einwohner;
- Gemeinde Jiushan (鸠山乡), 34.027 Einwohner;
- Gemeinde Mojie (磨街乡), 21.495 Einwohner;
- Gemeinde Zhangde (张得乡), 54.342 Einwohner;
- Gemeinde Xiaolü (小吕乡), 45.311 Einwohner;
- Gemeinde Fanpo (范坡乡), 61.848 Einwohner;
- Gemeinde Zhuhe (褚河乡), 63.791 Einwohner;
- Gemeinde Guolian (郭连乡), 50.432 Einwohner;
- Gemeinde Qianjing (浅井乡), 30.423 Einwohner;
- Gemeinde Fanggang (方岗乡), 38.384 Einwohner;
- Gemeinde Shanhuo der Hui (山货回族乡), 11.154 Einwohner.

## Ethnische Gliederung der Bevölkerung Yuzhous (2000)
Beim Zensus im Jahr 2000 wurden in Yuzhou 1.122.669 Einwohner gezählt.
| Name des Volkes | Einwohner | Anteil  |
| --------------- | --------- | ------- |
| Han             | 1.105.410 | 98,46 % |
| Hui             | 16.845    | 1,5 %   |
| Mongolen        | 114       | 0,01 %  |
| Bai             | 76        | 0,01 %  |
| Sonstige        | 224       | 0,02 %  |